# واشک
واشک (به چکی: Vašek) یک نام کوچک مردم چکسلواکی می‌باشد و ممکن است به موارد زیر اشاره بدارد:
- واشک پاسپیسیل، تنیس‌باز مرد کانادایی
- رادومیر واشک،  تنیس‌باز اهل جمهوری چک